# Обыкновенный бородавочник
Обыкнове́нный борода́вочник (лат. Phacochoerus africanus) — вид парнокопытных млекопитающих из семейства свиных, обитающий на большей части Африки.

## Внешний вид

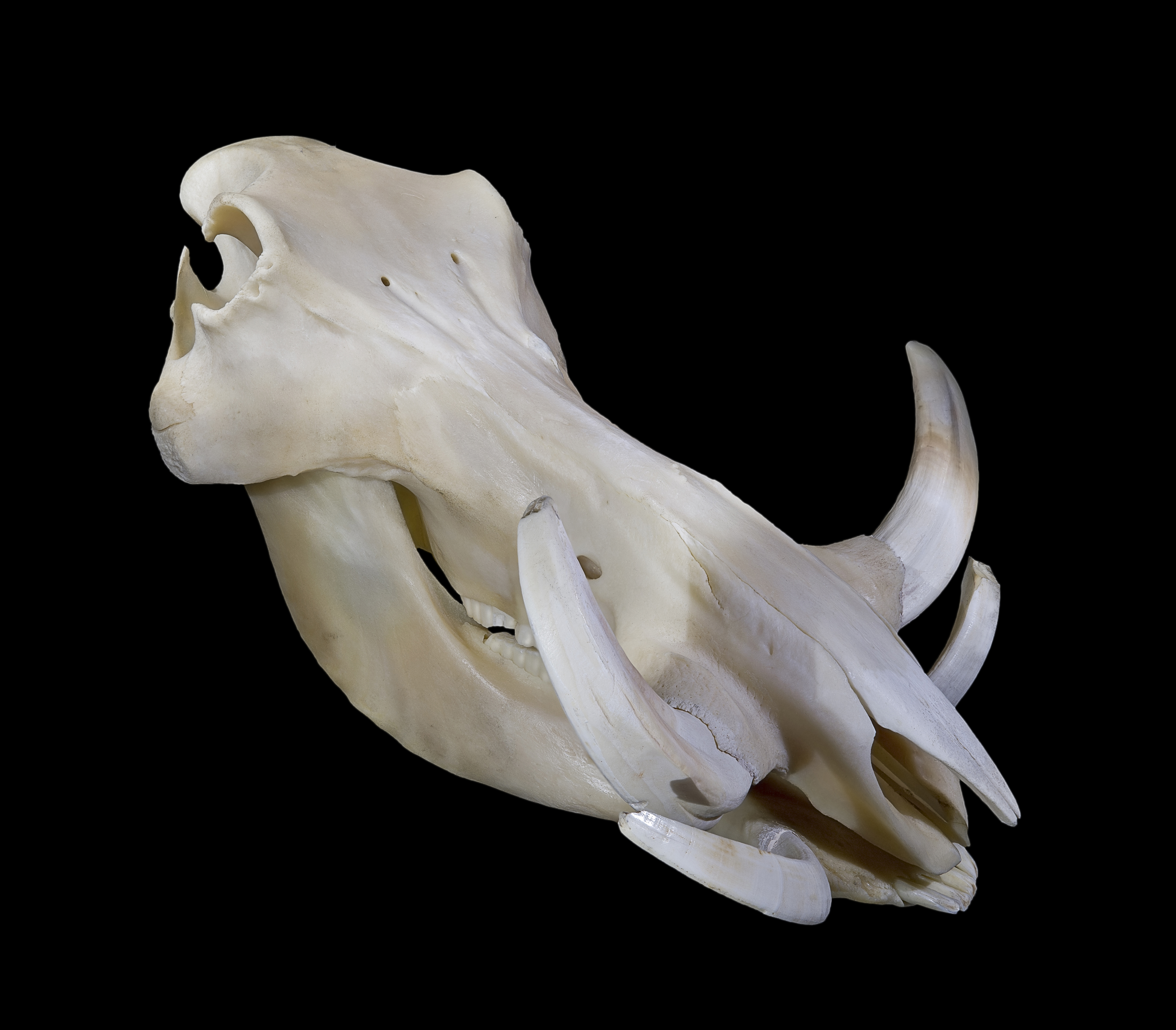
Череп бородавочника

Бородавочник напоминает кабана с несколько приплюснутой, очень крупной головой. Прежде всего бросаются в глаза шесть подкожных жировых отложений, напоминающих бородавки, расположенных симметрично по периметру морды, а также изогнутые клыки длиной до 60 мм.
Шкура обычно серого цвета и ввиду тёплого климата Африки более тонкая, чем у европейских сородичей. На затылке и на спине имеется грива. Хвост на кончике увенчан своеобразным утолщением. Убегая от хищника или иной опасности, бородавочник имеет обыкновение поднимать его вверх, подобно антенне, за что получил шутливую кличку «Радио Африка». Масса взрослых самок бородавочника — до 70 кг, самцов — до 100 кг; высота в холке достигает 65 см.

## Образ жизни

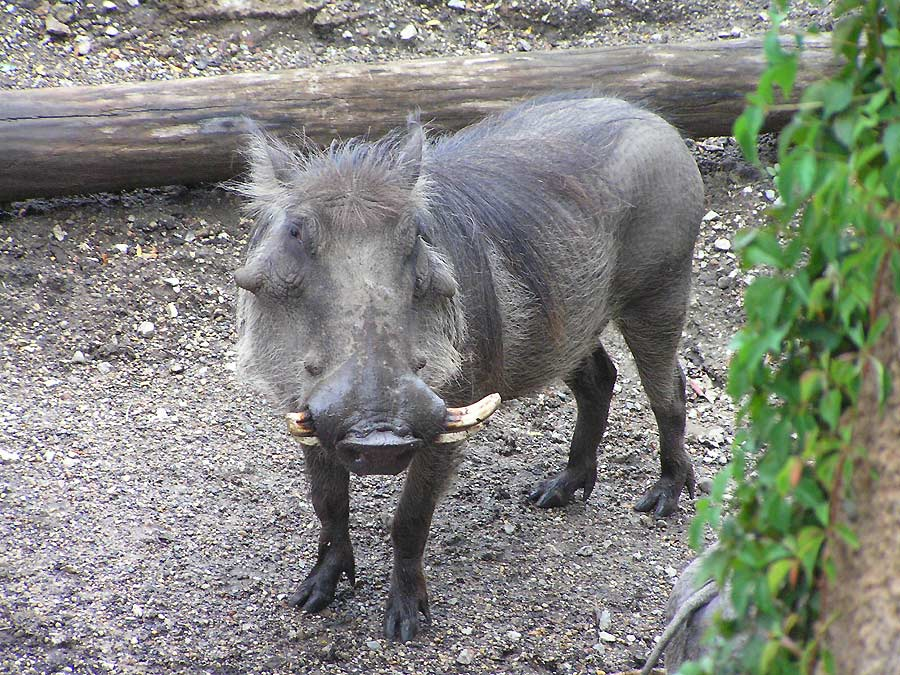
Африканский бородавочник

Бородавочники территориальны, ведут оседлый образ жизни и никогда не совершают сезонных миграций. Это социальные животные, живущие в группах, куда входят обычно от 4 до 16 взрослых особей. Активную жизнь ведут прежде всего в дневное время, во время полуденной жары любят отдыхать в кустарниках или под деревьями, а ночью прячутся в скальных расщелинах, в заброшенных постройках термитов или же в норах трубкозубов (Orycteropus), которые ночью уходят на поиски пищи. Иногда находят прибежище в норах дикобразов или роют собственные. Таким образом бородавочникам удаётся избегать своего главного врага — льва.
При рытье земли бородавочники сгибают передние конечности в суставах и опускаются на «локти», на которых с большой лёгкостью ползут вперёд. Эту же позу они принимают, когда пьют воду из ручьёв.
Африканские бородавочники зачастую стоят или лежат неподвижно, позволяя полосатым мангустам поедать со своей шерсти различных паразитов.

## Распространение и подвиды
Бородавочник распространён во всей Африке южнее Сахары. Существуют четыре подвида, из которых три представлены довольно широко. Считается, что только эритрейский бородавочник (Phacochoerus africanus aeliani) находится под угрозой исчезновения.

## Питание
Бородавочники всеядны, но предпочитают растительную пищу. Чтобы попастись на траве, они, как на водопое или при рытье норы, сгибают передние конечности в суставах и опускаются на «локти», двигаясь в таком положении вперёд. Мордой и клыками роют землю в поисках корней и питательных клубней. Древесная кора, ягоды и, предположительно, падаль являются дополнением к их рациону.

## Размножение

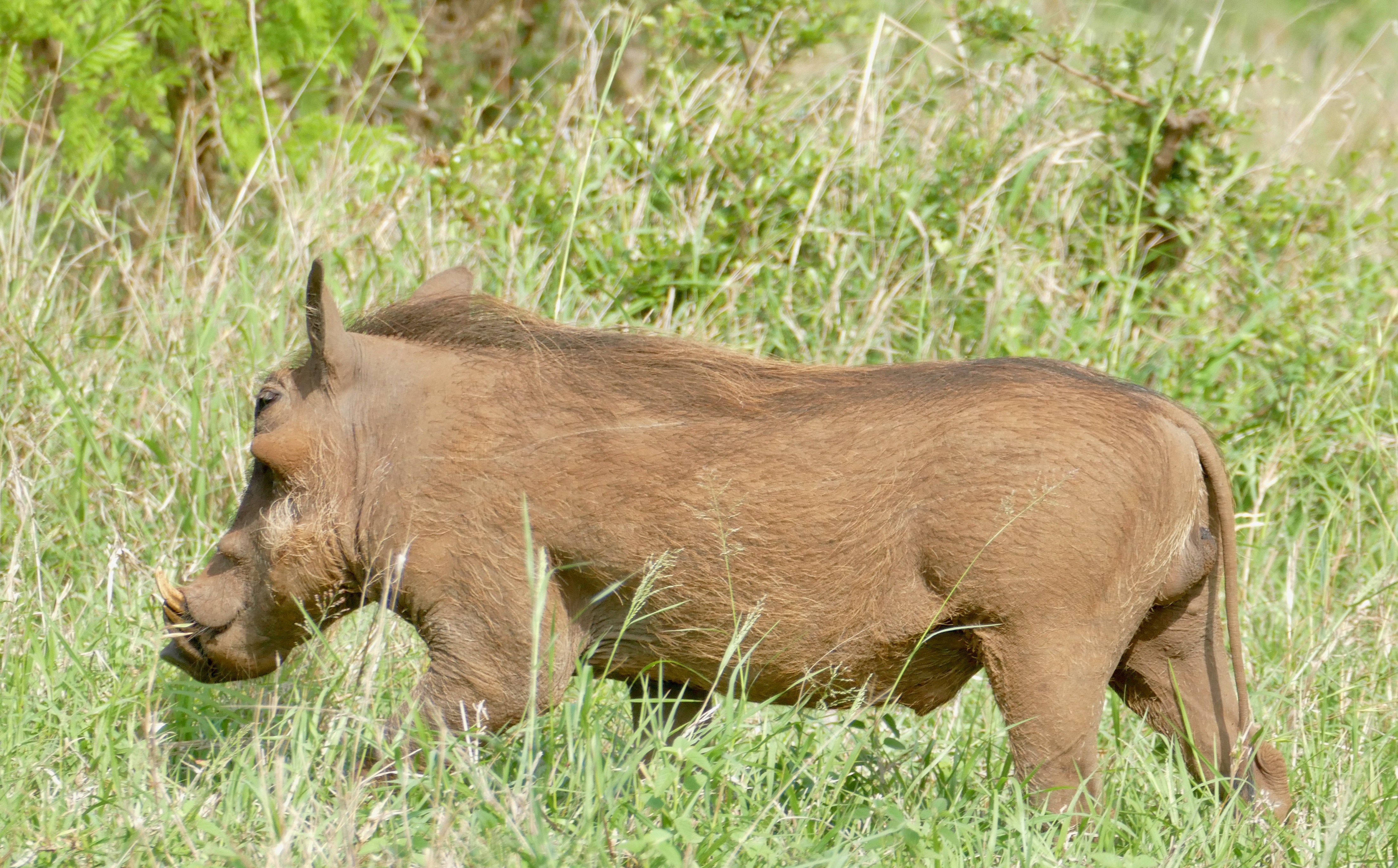
33-дневный поросёнок

Как правило, беременность длится 5 или 6 месяцев. Обычно рождается от 2 до 4 детёнышей, иногда их может быть до восьми. Поросята отлучаются от молока матери в возрасте 3—4 месяцев, половая зрелость этих животных наступает в возрасте 1,5—2 года.
Дикие бородавочники могут жить до 15 лет. В неволе некоторые особи доживают до 18 лет.

## Бородавочники и люди
С одной стороны, бородавочники считаются вредителями, и на них охотятся во многих местах, так как они опустынивают поля и плантации рытьём земли. С другой стороны, на них охотятся ради мяса. В целом вид ещё не находится под угрозой, однако в некоторых областях количество особей уменьшается. Лишь один подвид, эритрейский бородавочник (Phacochoerus africanus aeliani), который обитает в Эритрее и Джибути, отмечается IUCN как находящийся в опасности (EN).

## Паразиты
Паразитом африканского бородавочника является блоха Moeopsylla sjoestedti.

## В культуре
Бородавочник Пумба является персонажем полнометражного мультфильма «Король Лев», выпущенного киностудией «Walt Disney Pictures» в 1994 году.